# Distretto di Çorlu
Il distretto di Çorlu è uno dei distretti della provincia di Tekirdağ, in Turchia.